# Flugan (1986)
Flugan (The Fly) är en amerikansk skräckfilm från 1986.

## Handling
Seth Brundle (Jeff Goldblum) är en vetenskapsman som uppfunnit en teleportör som kan förflytta materia från en plats till en annan. Journalisten Veronica Quaife (Geena Davis) får följa honom under hans spännande arbete. Efter flera lyckade försök prövar Seth att teleportera sig själv – och lyckas. Men allteftersom tiden går börjar Seth agera annorlunda och förändras. Han upptäcker sig först ha oanade atletiska och akrobatiska förmågor, men även mörkare sidor. Sakta men säkert blir han aggressivare och successivt börjar han tappa kontrollen över sig själv. Experimentet hade gått fel. Seth inser nu att han kommer att förvandlas till någonting annat. Någonting bortom det mänskliga...

## Om filmen
Flugan är en nyinspelning av filmen med samma titel från 1958 och hade svensk premiär den 16 januari 1987. Filmen är regisserad av David Cronenberg, som regisserat många andra skräckfilmer. Flugan blev en stor framgång när den släpptes och fick bland annat en Oscar för bästa make up-effekter. Det gjordes även denna gång en uppföljare: "Flugan II" ("The Fly II") med Eric Stoltz från 1989.

## Rollista (urval)
- Jeff Goldblum - Seth Brundle
- Geena Davis - Veronica Quaife
- John Getz - Stathis Borans
- Joy Boushel - Tawny
- Leslie Carlson - Dr. Brent Cheevers
- George Chuvalo - Marky
- Michael Copeman - andra mannen i baren
- David Cronenberg - gynekolog
- Carol Lazare - sjuksköterska
- Shawn Hewitt - expedit